# دانشکده هنرهای کاربردی وین
دانشکده هنرهای کاربردی وین (آلمانی: Universität für angewandte Kunst Wien) که به طور غیررسمی Die Angewandte نیز خوانده می‌شود، مرکز آموزش عالی هنر در وین ، پایتخت اتریش است. این موسسه آموزشی از سال ۱۹۷۰ به عنوان مجتمع دانشگاهی شناخته شد.

## تاریخچه
بنیان این موسسه آموزشی در سال ۱۸۶۳ به عنوان مدرسه هنر و صنایع وین ( kk Kunstgewerbeschule) گذاشته شد. الگوی آن موزه کنزینگتون جنوبی در لندن، اکنون موزه ویکتوریا و آلبرت بود که بر آن اساس این مجموعه در وین برای ایجاد فضایی حرفه‌ای برای آموزش طراحان و صنعتگر بوجود آمد.
هنرمندان مشهوری مانند گوستاو کلیمت ، اسکار کوکوشکا ، کولومان موزر ، ویوین وست وود ، کارل لاگرفلد ، ژان چارلز د کاستلباژاک ، پل کرنیگ، جیل ساندر ، پیپیلوتی ریست ، ماتئو تون ، فرانسوا والنتینی ، بخشی از استادان یا دانش‌آموختگان این موسسه به شمار می‌آیند.
این مدرسه همچنین صدراعظم آلمان آدولف هیتلر را در سال ۱۹۰۸، در آزمون ورودی دانشکده رد کرد.